# 贾家村
贾家村位于中国江西省高安市新街镇。是中国历史文化名村。该村始建于宋代，繁荣于明清，至今发展成一个总面积8.5平方公里、370幢民房和官邸、984户5400余人口的村落。